# Sam Taylor (regisseur)
Sam Taylor (New York, 13 augustus 1895 – Santa Monica, 6 maart 1958) was een Amerikaans filmregisseur en scenarioschrijver.

## Levensloop
Taylor studeerde aan de universiteit van Fordham. Hij was werkzaam als regisseur en scenarioschrijver van filmkomedies bij de filmmaatschappijen Vitagraph, Universal en 20th Century Fox. Taylor is vooral bekend voor zijn samenwerking met de komiek Harold Lloyd. Hij voerde tevens de regie voor een van de laatste films van Laurel en Hardy. Daarnaast draaide hij onder meer de dramafilm Coquette (1929), de eerste geluidsfilm van Mary Pickford.

## Filmografie (selectie)
- 1921: Never Weak (scenario)
- 1922: Grandma's Boy (scenario)
- 1922: The Mohican's Daughter
- 1923: Safety Last!
- 1924: Girl Shy
- 1925: The Freshman
- 1926: For Heaven's Sake
- 1928: Tempest
- 1929: The Taming of the Shrew
- 1929: Coquette
- 1931: Skyline
- 1931: Kiki
- 1932: Devil's Lottery
- 1933: Out All Night
- 1934: The Cat's Paw
- 1944: Nothing but Trouble